# 2009 en Turquie
2007 en Turquie - 2008 en Turquie - 2009 - 2010 en Turquie - 2011 en Turquie
2007 par pays au Proche-Orient - 2008 par pays au Proche-Orient - 2009 par pays au Proche-Orient - 2010 par pays au Proche-Orient - 2011 par pays au Proche-Orient]

Cet article présente les faits marquants de l'année 2009 en Turquie.

## Chronologie

### Janvier 2009

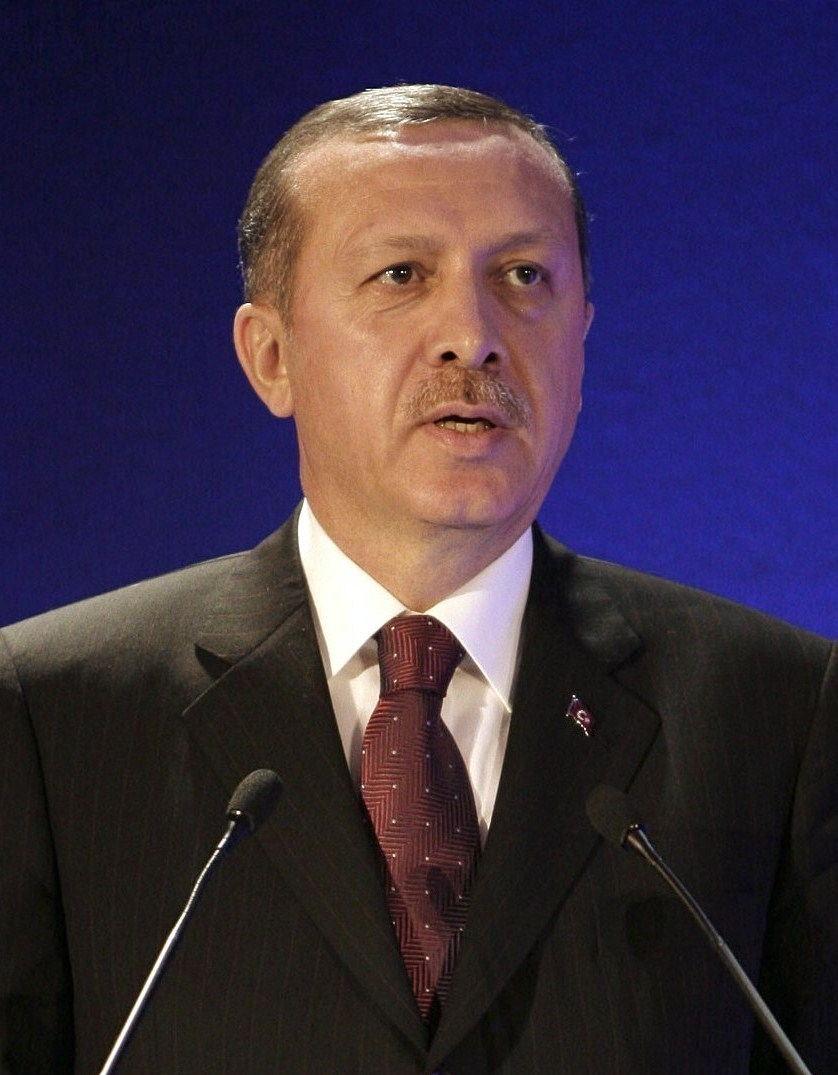
Recep Tayyip Erdogan
(Octobre 2008)

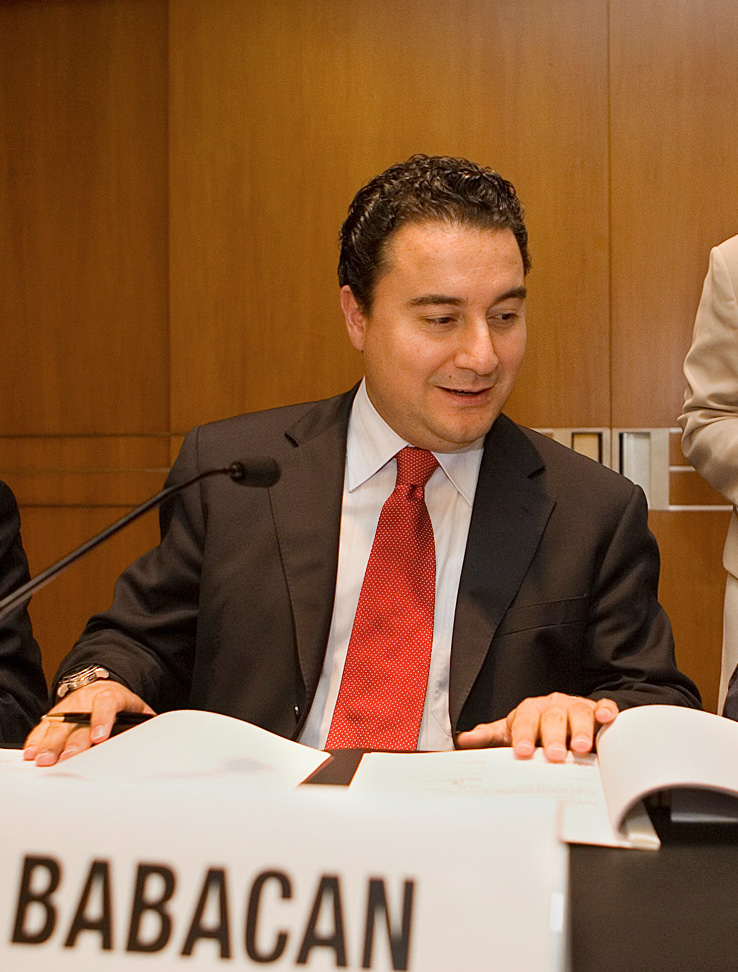
Ali Babacan
(Septembre 2006

- Mardi 13 janvier 2009 : La Cour européenne des Droits de l'homme condamne la Turquie pour le décès d'un homme, Süleyman Yeter (37 ans), soupçonné d'appartenir à une organisation marxiste-léniniste illégale et qui avait été torturé à mort pendant une garde à vue en 1999. Il avait été interpellé puis placé en garde à vue le 5 mars 1999 à la section antiterroriste de la police d'Istanbul en compagnie de quatre autres personnes soupçonnées d'appartenir au Parti communiste marxiste-léniniste, une organisation armée interdite. Deux jours plus tard, Süleyman Yeter décédait pendant son transport à l'hôpital. Les poursuites contre les policiers soupçonnés d'avoir participé aux tortures avaient également été abandonnées.

- Dimanche 18 janvier 2009 : Quelque 20 000 personnes manifestent dans le centre d'Ankara contre l'offensive israélienne à Gaza, à l'appel de syndicats et de mouvements musulmans.

- Lundi 19 janvier 2009 : La Turquie n'a ouvert à ce jour que 10 des 35 chapitres thématiques qui jalonnent ses négociations d'adhésion à l'UE, dont seulement deux en 2008. Parmi les chapitres non encore ouverts figurent celui portant sur les questions énergétiques, en raison notamment de fortes réserves des Chypriotes grecs, ce qui, selon le premier ministre Recep Tayyip Erdoğan, obligerait la Turquie à revoir sa position sur le projet de gazoduc Nabucco, qui doit permettre l'approvisionnement en gaz de l'Europe en évitant la Russie, en cas de blocage de ses négociations d'adhésion à l'UE[1].

- Jeudi 22 janvier 2009 : Dans le cadre de l'affaire Ergenekon, la justice lance un nouveau coup de filet contre des policiers et des militaires soupçonnés d'avoir voulu déstabiliser l'État et d'avoir tenté de renverser le gouvernement en organisant attentats et assassinats. Cette onzième série d'arrestations depuis le début de l'affaire en 2007 va durer jusqu'au 25 janvier et concerner quarante suspects.

- Dimanche 25 janvier 2009 :
  - Dans le cadre de l'affaire Ergenekon, 17 suspects sur les 40 arrêtés sont écroués.
  - Une avalanche survenue dans le massif de Zigana (province de Gümüşhane) emporte un groupe de 17 alpinistes, causant la mort de six d'entre eux, quatre ont été blessés et sept autres ont disparu, emportés et ensevelis dans la neige.

- Lundi 26 janvier 2009 : La Turquie et le Fonds monétaire international sont parvenus à un accord sur les grandes lignes d'un plan pour aider Ankara à atténuer les retombées de la crise internationale, mais des divergences persistent. Les pourparlers continueront dans les prochains jours « pour achever le travail sur des réformes structurelles à long et à moyen terme dans le cadre de ce plan ».

- Jeudi 29 janvier 2009 : À Davos (Suisse), le premier ministre Recep Tayyip Erdoğan quitte brutalement un débat sur le conflit à Gaza, en reprochant aux organisateurs de l'empêcher de parler après une longue intervention du président israélien Shimon Peres tendant à justifier l'opération d'Israël dans la bande de Gaza. À son retour, quelque 3 000 personnes l'accueillent en héros à sa descente d'avion, alors qu'une partie de la presse et de l'opposition l'accuse d'être en faveur du mouvement islamiste Hamas, classé comme une organisation terroriste par l'Occident.

### Février 2009
- Mardi 3 février 2009 : les pirates somaliens ont relâché un cargo turc et ses 11 hommes d'équipage qu'ils avaient capturé à la mi-décembre 2008.

- Jeudi 5 février 2009 : un tribunal de Diyarbakır (sud-est), importante ville à majorité kurde, a  condamné la députée kurde, Aysel Tuğluk, membre et ex-présidente du Parti pour une société démocratique (DTP) la principale formation pro-kurde de Turquie, à un an et demi de prison pour "propagande" de la rébellion kurde et du Parti des travailleurs du Kurdistan (PKK), pour des propos tenus en 2007 lors d'un meeting politique, mais elle n'ira pas immédiatement en prison à cause de son immunité parlementaire. Son dossier sera déféré devant la Cour de cassation qui pourra dans les mois à venir demander au Parlement d'Ankara de lever par un vote son immunité parlementaire[2].

- Mardi 10 février 2009 : le Parlement turc autorise l'envoi, par le gouvernement, d'un navire de guerre dans le golfe d'Aden dans le cadre de sa participation  à la force internationale qui pourchasse les pirates et trafiquants d'armes somaliens dans le nord de l'océan Indien. La mission du navire est d'un an et il se rendra sur place dès la fin février. Selon le ministre des Affaires étrangères, Ali Babacan, il s'agit d'une « participation de la Turquie à une force navale impliquant un certain nombre de pays » et sa mission consistera à patrouiller au large de la Somalie, à escorter les bateaux de commerce, à se saisir des navires des pirates « en usant de la force si les circonstances l'exigent » et à les arrêter si « cela s'avère nécessaire ».

- Jeudi 12 février 2009 : près de 40 %  des femmes en Turquie sont victimes  de violences conjugales mais très peu d'entre elles (4 %) rapportent les faits aux autorités. Selon les organisations féministes, la  Turquie,  pays laïc mais à majorité musulmane,  a multiplié les réformes en faveur des femmes pour renforcer ses chances d'adhérer un jour à l'Union européenne, mais sur le terrain et dans les mentalités, il reste beaucoup à faire pour réduire les discriminations.

- Mardi 17 février 2009 :
  - Un séisme de magnitude 5 secoue ce matin la ville  de Simav et ses environs (province de Kütahya), sans faire de victimes mais provoquant quelques dégâts matériels.
  - Des affrontements ont opposé la police à des milliers de Turcs d'origine kurde à Diyarbakır (sud-est), à l'occasion de manifestations pour le 10e anniversaire de la capture du dirigeant nationaliste kurde, Abdullah Öcalan, condamné à la prison à perpétuité. La police a procédé à 86 arrestations. Huit personnes ont été blessés parmi les protestataires et 17 au sein des forces de l'ordre.

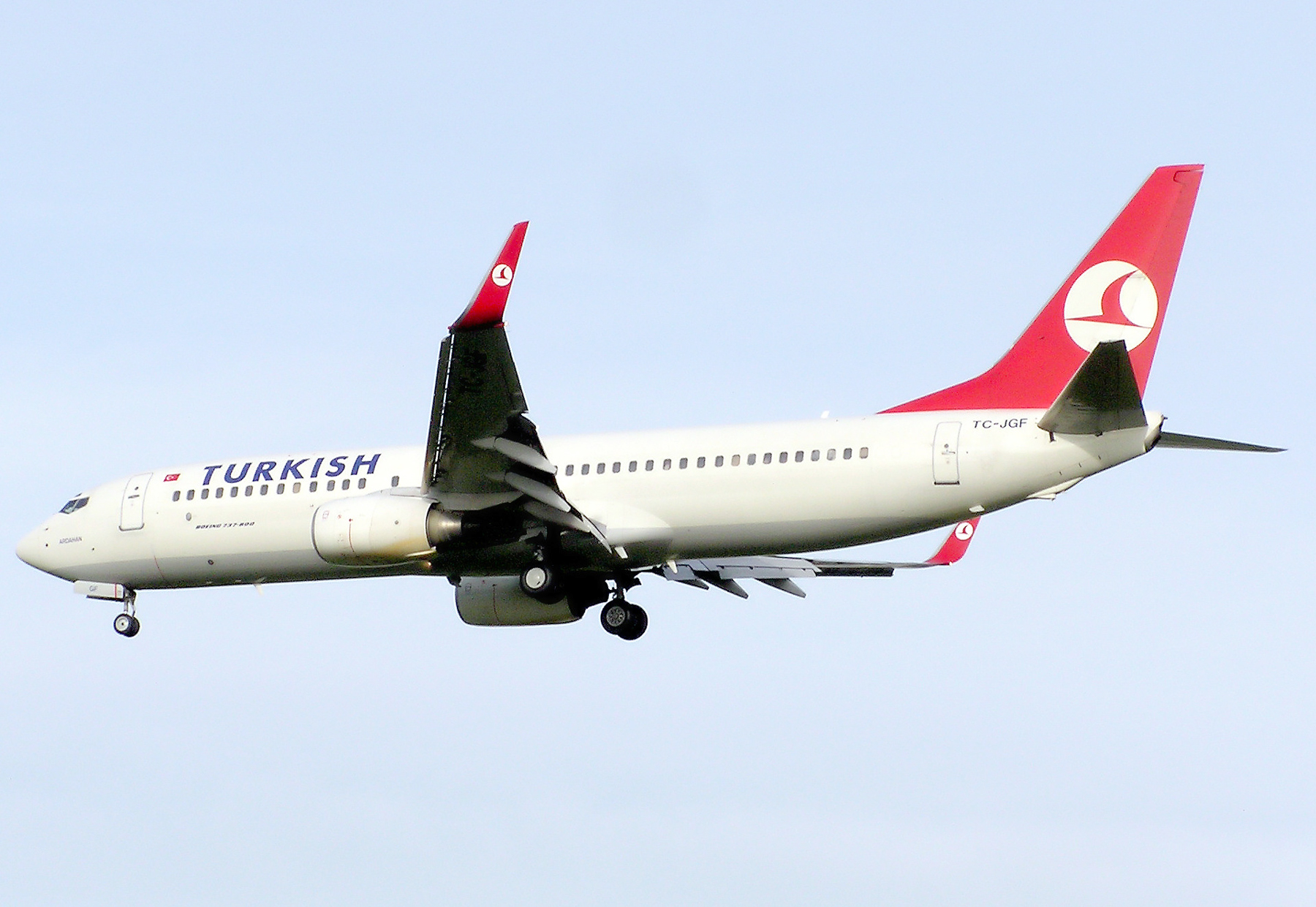
Un Boeing 737-800 de Turkish Airlines

- Mercredi 25 février 2009 : Un Boeing 737-800 de la Turkish Airlines s'est écrasé quelques kilomètres avant d'atteindre la piste d'atterrissage de l'aéroport d'Amsterdam-Schiphol se brisant en plusieurs morceaux. 9 passagers sont morts, 25 personnes - dont des membres de l'équipage - ont été blessées grièvement et une cinquantaine d'autres ont été blessés plus légèrement.

### Mars 2009
- Mardi 3 mars 2009 : La compagnie Turkish Airlines s'engage à  indemniser tous les passagers de son Boeing 737-800 qui s'est écrasé pour une raison encore inconnue la semaine dernière près de l'aéroport d'Amsterdam-Schiphol, qu'ils soient décédés, blessés ou pas : « Nous allons dans un premier temps verser la somme de 50 000 euros pour les personnes décédées, entre 5 000 et 10 000 euros pour les blessées et 5 000 euros pour les autres passagers […] Même si un de nos passagers n'a pas subi de blessure corporelle, il a certainement subi un traumatisme mental et nous en tenons compte ». L'accident avait fait neuf morts, cinq Turcs, dont les pilotes, et quatre Américains, et plus de 80 blessés.

- Samedi 7 mars 2009 : Un attentat criminel à la bombe, contre un bar de Trabzon (nord-est), blesse 9 personnes dont une grièvement.

- Dimanche 15 mars 2009 : Une collision entre un autobus et une camionnette, près de Nizip (province de Gaziantep, cause la mort de 9 personnes et en blesse 16 autres.

- Mercredi 25 mars 2009 :
  - La deuxième parti de l'acte d'accusation du procureur dans l'affaire Ergenekon, du nom de l'organisation secrète ultra-nationaliste soupçonnée d'avoir comploté contre le gouvernement, prévoit que 56  personnes, dont deux généraux quatre étoiles à la retraite, des journalistes, des universitaires et des hommes politiques, comparaîtront à partir de juillet. Les douze principaux accusés de cette organisation illégale risquent la prison à vie. Un premier groupe  de  86 accusés  sont jugés depuis octobre 2008 devant le tribunal de Silivri (banlieue d'Istanbul).
  - Un colonel de gendarmerie, Cemal Temizoz, est inculpé et  placé en détention provisoire, par le tribunal de Diyarbakır, dans l'enquête sur les « puits de la mort » concernant l'assassinat d'un nombre indéterminé de Kurdes dans le sud-est de la Turquie. Inculpé pour appartenance à une organisation armée illégale et d'incitation au meurtre, il est le troisième suspect inculpé depuis le début du mois dans l'enquête sur l'assassinat de Kurdes sympathisants du Parti des travailleurs du Kurdistan (PKK) par les forces de sécurité ou des hommes de main. Leurs corps auraient été jetés dans des puits et recouverts d'acide, dans les années 1990, au plus fort de l'insurrection kurde en Turquie. Le colonel dirigeait une unité de gendarmerie à Cizre (sud-est), de 1993 à 1996, et il est actuellement commandant de la gendarmerie à Kayseri (centre). La veille le même tribunal a inculpé l'ancien maire de Cizre, Kamil Atak, des chefs de meurtre et d'appartenance à une organisation interdite.

- Dimanche 29 mars 2009 : élections municipales générales. Le Parti de la justice et du développement (AKP, islamistes-conservateurs) du premier ministre Recep Tayyip Erdoğan arrive largement en tête avec 39 % des voix (41,6 % en 2004), après un scrutin marqué par des violences qui ont fait au moins 5 morts. Le Parti républicain du peuple (sociaux-démocrates), principale force d'opposition au Parlement, est en deuxième position et le Parti d'action nationaliste (nationalistes) arrive en troisième position.

### Avril 2009
- Samedi 4 avril 2009 : Plus d'un millier de personnes réunies à l'appel d'organisations de gauche ont manifesté dans le quartier de Kadiköy, sur la rive asiatique d'Istanbul contre la prochaine visite du président américain Barack Obama en Turquie. Des drapeaux de l'Organisation atlantique et des États-Unis ont été brûlés au cours de la manifestation.

- Dimanche 5 avril 2009 : le président américain Barack Obama a soutenu devant 30 000 personnes à Prague, l'entrée de la Turquie dans l'Union européenne alors que cette adhésion en cours de négociation reste controversée parmi les pays européens. Sur la chaîne française TF1, le président français, Nicolas Sarkozy a rappelé son opposition à l'entrée de la Turquie dans l'UE : « Je travaille main dans la main avec le président Obama, mais s'agissant de l'Union européenne, c'est aux pays membres de l'Union européenne de décider […] J'ai toujours été opposé à cette entrée et je le reste. Je crois pouvoir dire qu'une immense majorité des États membres (de l'UE) est sur la position de la France ».

- Lundi 6 avril 2009 : le président américain, Barack Obama, a profité de sa visite en Turquie, pour rappeler les grandes lignes de sa politique à l'égard de l'Islam en général et du monde arabe en particulier. Lors de son discours au Parlement turc, il a déclaré : « Les États-Unis ne sont pas et ne seront jamais en guerre contre l'Islam ». Évoquant le conflit israélo-palestinien et le reniement la semaine dernière par le nouveau chef de la diplomatie israélienne, Avigdor Lieberman, de la promesse faite à Annapolis en novembre 2007 d'œuvrer à la création d'un État palestinien, il déclare : « les États-Unis soutiennent fermement l'objectif de deux États, Israël et la Palestine, coexistant dans la paix et la sécurité ». Il a aussi abordé le génocide arménien perpétué par les Turcs en 1915 lors de sa visite au parlement turc, assurant qu'il faut « surmonter le passé après les évènements de 1915 » en saluant les « mesures prises par les leaders turques et arméniens », demandant « une frontière ouverte entre les deux pays » affirmant que les États-Unis soutenaient la « normalisation des relations entre les deux pays ».

- Mercredi 8 avril 2009 : En février la production industrielle du pays a subi une chute record de 23,7 % par rapport à la même période de 2008. C'est le septième mois de baisse consécutif de la production industrielle en Turquie, en glissement mensuel. La Turquie et le Fonds monétaire international (FMI) négocient depuis le début de l'année un nouveau prêt pour prendre le relais d'un programme de 10 milliards de dollars sur trois ans, achevé en mai 2008, qui avait permis de stabiliser l'économie.

- Jeudi 9 avril 2009 : La police démantèle une cellule d'Al-Qaïda au cours d'une vaste opération à Eskişehir (ouest). 30 personnes soupçonnées au réseau ont été arrêtées dans plusieurs quartiers de la ville.

- Samedi 11 avril 2009 : Le ministère de l'Agriculture annonce que 11 personnes sont mortes au cours des trois dernières semaines après avoir consommé de l'alcool frelaté. La plupart des décès sont survenus dans la province de Bursa (nord-ouest) et dans la province d'Antalya (sud), où se trouvent de nombreuses stations balnéaires et où trois jeunes Allemands ont trouvé récemment la mort. Lors de contrôles récents, 29 hôtels ont été trouvés en infraction avec des cas de présence d'alcool méthylique, une substance mortelle, dans les boissons alcoolisées.

- Lundi 13 avril 2009 : 
  - Selon le vice-premier ministre Nazim Ekren, l'économie turque devrait se contracter de 3,6 % en 2009 en raison de la crise économique mondiale, cependant le PIB 2009 devrait augmenter de 3,3 % contre 1,1 % en 2008 (9,9 % en 2004, 8,4 % en 2005, 6,9 % en 2006 et 4,7 % en 2007). La récession s'est traduite par des licenciements et une augmentation record du taux de chômage, à 13,6 % de la population active.
  - Plusieurs personnalités des milieux pro-laïcité ont été arrêtées dans le cadre de l'affaire Ergenekon, réseau soupçonné de vouloir renverser le gouvernement islamo-conservateur au pouvoir. Parmi elles : Mehmet Haberal, recteur de l'Université Baskent d'Ankara, professeur de médecine, également le propriétaire de la chaîne de télévision Kanal B qui défend l'héritage du fondateur de la Turquie moderne, Mustafa Kemal Atatürk (1881-1938), et Türkan Saylan, dermatologue et dirigeante de la CYDD ("Soutien à la vie contemporaine"), une association en faveur de l'éducation des jeunes filles.
  - La police arrête 53 personnes dans 12 villes, dans le cadre d'un important coup de filet contre le Parti pour une société démocratique, principal parti kurde de Turquie, qui détient 21 des 550 sièges au parlement turc, mais pourrait être déclaré interdit par la Cour constitutionnelle, qui examine actuellement ses liens éventuels avec le PKK.

- Vendredi 17 avril 2009 : La police arrête 43 personnes, dans le cadre d'une deuxième opération contre les milieux rebelles kurdes soupçonnés d'appartenir au Parti des travailleurs du Kurdistan (PKK, interdit). 21 personnes ont été arrêtés à Izmir, 14 autres à Batman et 8 à Ankara.

- Mardi 21 avril 2009 : 
  - La Turquie et l'Arménie, qui n'ont pas de relations diplomatiques, sont tombées d'accord sur une « feuille de route » en vue d'une « normalisation de leurs relations bilatérales », au cours de discussions avec la médiation de la Suisse. Ankara n'entretient pas de relations diplomatiques avec Erevan depuis l'indépendance de l'Arménie en 1991 en raison de divergences sur la question des massacres d'Arméniens survenus dans l'Empire ottoman entre 1915 et 1917. Les massacres et déportations d'Arméniens entre 1915 et 1917 ont fait plus d'un million et demi de morts selon les Arméniens, 300 000 à 500 000 selon la Turquie qui récuse la notion de génocide reconnue notamment par la France, le Canada et le Parlement européen.
  - La police arrête 34 personnes, dans le cadre d'une opération contre des repères du réseau islamiste Al-Qaïda, dans les provinces de Gaziantep (sud), de Şanlıurfa, d'Adana et de Konya. 7 personnes avaient été arrêtées début avril dans la province d'Eskişehir (ouest)[3].

- Samedi 25 avril 2009 : Trois officiers, dont un est retraité, sont inculpés, après la découverte d'une cache d'armes (22 armes légères antichar, 24 grenades, plus de 3 000 munitions et des explosifs divers), pour « appartenance à une organisation terroriste » en vue d'un complot destiné à renverser le gouvernement, pour violation de la législation sur les armes à feu et possession illégale de matériels dangereux. Il s'agit de la seconde cache d'armes découverte dans le cadre de l'enquête sur le réseau Ergenekon, un groupe de personnalités nationalistes et laïques qui cherchaient, selon les autorités, à discréditer le Parti de la justice et du développement (AKP) au pouvoir, et à provoquer un coup d'État. 86 personnes, officiers à la retraite, hommes politiques, journalistes, membres de la pègre, ont déjà comparu devant des tribunaux depuis octobre dans le cadre de cette enquête qui a commencé en juin 2007. 56 autres personnes, dont deux généraux à la retraite, ont été inculpées le mois dernier dans cette affaire.

- Lundi 27 avril 2009 : Violent échange de tirs entre la police et un homme retranché dans un appartement du district de Bostancı (rive sud d'Istanbul). Six policiers sont blessés.

- Mercredi 29 avril 2009  : Neuf soldats sont tués et deux autres blessés dans l'explosion d'une mine dans le sud-est de la Turquie, qui aurait  été posée par des rebelles kurdes.

### Mai 2009
- Vendredi 1er mai 2009 : Le premier ministre Recep Tayyip Erdoğan annonce un important remaniement ministériel avec Bülent Arınç, vice-président, Ahmet Davutoğlu, ministre des Affaires étrangères, Ali Babacan, ministre de l'Économie. 2 femmes entrent au gouvernement, Nimet Çubukçu, ministre de l'Enseignement et Selma Aliye Kavaf, ministre de la famille[4].

- Mardi 5 mai 2009 :
  - Une fusillade lors d'un mariage cause la mort de 44 personnes, dont 6 enfants et 16 femmes dont 3 enceintes, alors que l'imam terminait la cérémonie du mariage. Parmi les victimes figurent la jeune mariée, son époux, les parents ainsi que la petite sœur de ce dernier, âgée de quatre ans et l'imam du village. 12 des assaillants ont été arrêtés en possession de leurs armes. Selon les premiers éléments de l'enquête, le drame aurait été provoqué par un différend et à des hostilités entre familles du petit village de Bilge (près de la ville de Mardin, sud-est kurde). Dans cette région, où les traditions féodales persistent, les armes sont considérées par beaucoup comme un moyen légitime de régler des comptes et de défendre son honneur. Parmi les 12 personnes arrêtées, plusieurs feraient partie ou seraient proches des « Gardiens de village », une milice kurde créée par l'État turc pour combattre les rebelles du Parti des travailleurs du Kurdistan[5].
  - Le président français Nicolas Sarkozy, déclare que l'Union européenne devrait « engager dès maintenant avec la Turquie des négociations pour créer un espace économique et de sécurité commun » tout en réaffirmant son hostilité à l'adhésion d'Ankara à l'UE : « Il y a des pays comme la Turquie qui partagent avec l'Europe une part de destinée commune, qui ont vocation à construire avec l'Europe une relation privilégiée (…) mais qui n'ont pas vocation à devenir membre de l'Union européenne […] Nous serions mieux inspirés d'engager dès maintenant avec la Turquie des négociations pour créer un espace économique et de sécurité commun […] il faut que l'Europe cesse de se diluer dans un élargissement sans fin. Il faut que l'Europe ait des frontières ».

- Mercredi 6 mai 2009 : Des bombardements de l'aviation turque ont anéanti plusieurs abris et dépôts d'armes dans les zones de Zap et d'Avasin-Basyan au Kurdistan irakien, tuant 10 rebelles du PKK.

- Lundi 11 mai 2009 : Plusieurs obus de mortiers tirés par les forces de sécurité iraniennes des éléments du PJAK, organisation sœur du Parti des travailleurs du Kurdistan, dans la région montagneuse de Yüksekova, à l'intersection des frontières turque, iranienne et irakienne, sont tombés dans l'extrême sud-est de la Turquie, sans faire de victimes. Les artilleries iranienne et turque bombardent régulièrement cette zone.

- Samedi 16 mai 2009 :
  - Premier cas détecté de grippe H1N1 à l'aéroport international d'Istanbul sur une personne de nationalité irakienne venue des États-Unis et en correspondance.
  - 7 rebelles séparatistes kurdes, dont 2 femmes, ont été tués au cours de combats avec l'armée dans l'est de la Turquie dans la zone rurale d'Eruh (province de Siirt). Deux soldats ont été blessés dans les accrochages. Le PKK, qui mène une lutte armée pour l'autonomie de cette région à majorité kurde, a souvent recours aux mines et engins piégés[6].

- Dimanche 17 mai 2009 : La presse rapporte l'histoire d'une jeune femme, dans le sud-est anatolien, torturée par sa belle-famille car soupçonnée de tromper son mari et ayant subi des mutilations « atroces » qui ont causé sa mort[7].

- Vendredi 29 mai 2009 : Un accident de montgolfière, depuis une hauteur de 200 mètres, cause la mort d'un touriste britannique de 61 ans et fait 10 autres blessés souffrant de fractures. L'aéronef est parti du village de Zele, pour un survol de la région très touristique de Cappadoce connue pour ses habitations troglodytiques et ses églises.

### Juin 2009
- Lundi 1er juin 2009 : Les rebelles kurdes de Turquie annoncent la prolongation jusqu'au 15 juillet une trêve de leurs opérations armées espérant « un règlement de la question kurde par des moyens démocratiques […] au vu des conditions positives qui sont apparues dans le but d'une solution à la question kurde ». Ces dernières semaines, le président turc Abdullah Gül a évoqué une « chance historique »  pour mettre un terme au conflit armé kurde en Turquie[8].

- Mardi 2 juin 2009 : Huit personnes, dont deux enfants, ont été tuées par balles, dans un appartement d'Adana (sud).

- Dimanche 7 juin 2009 : le Grand Prix de Turquie, épreuve du Championnat 2009 de Formule 1, est remporté par le Britannique Jenson Button (Brawn GP) sur le circuit d'Istanbul, devant les deux Red Bull de l'Australien Mark Webber et de l'Allemand Sebastian Vettel.

- Lundi 29 juin 2009 : selon le ministre de l'Économie, Ali Babacan, le PIB de la Turquie s'est contractée de 13,8 % au premier trimestre 2009, contre +1,1 % en 2008, +4,7 % en 2007, +6,9 % en 2006, +8,4 % en 2005, +9,9 % en 2004. S'agissant du deuxième trimestre de baisse (-6,2 % au quatrième trimestre 2008), la Turquie est entrée en récession qui s'est traduite par des licenciements massifs et une augmentation du taux de chômage à 15,8 % de la population active. La Turquie est en négociation depuis plus d'un an avec le Fonds monétaire international pour un nouveau prêt de trois ans visant à minimiser les effets de la crise, après l'expiration en mai 2008 d'un premier prêt de 10 milliards de dollars. Parmi les signes positifs de la prochaine amélioration de l'économie turque, le ministre a cité la « forte capitalisation » et les « profits solides » des banques, l'amélioration nette du moral des ménages et de l'opinion des investisseurs sur le pays, le peu d'endettement des grands groupes du pays et la reprise de prêts au secteur privé, « cependant, la hausse du déficit budgétaire et la dégradation de la qualité des prêts pourraient, sans intervention déterminée, jeter une ombre sur les perspectives de croissance, y compris en limitant la capacité des banques à étendre leurs crédits »[9]

### Juillet 2009
- Lundi 6 juillet 2009 : Quatre personnes ont été tuées et neuf blessées dans l'explosion d'une mine cachée sur une route dans la région de Besta, (province de Şırnak, sud-est).

- Mardi 7 juillet 2009 : Les organismes suisse, autrichien et allemand de garantie des crédits ont annoncé qu'ils se retiraient du projet de construction du barrage d'Ilısu et de sa centrale hydroélectrique, décrié par les défenseurs de l'environnement car il implique le départ de 54 000 riverains et menace le patrimoine millénaire de la ville kurde de Hasankeyf. Le gouvernement turc assure qu'il n'abandonnera pas ce projet sur le fleuve Tigre, d'une puissance installée prévue de 1 200 mégawatts car il est résolu à poursuivre son ambitieux programme de construction de barrages pour réduire la dépendance énergétique du pays. Quelque 172 centrales hydroélectriques sont actuellement en fonctionnement en Turquie, d'une capacité totale de 13 700 MW, qui fournissent 17 % de l'électricité produite dans le pays. 148 de plus sont en cours de construction et 1 400 autres sont en projet[10].

- Vendredi 10 juillet 2009 : Plusieurs milliers de personnes ont manifesté dans huit villes de Turquie contre la répression par les autorités chinoises des troubles dans la province du Xinjiang, peuplée d'Ouïghours, turcophones et musulmans. Ankara soutient la souveraineté chinoise au Xinjiang mais a des rapports culturels avec les Ouïghours, principale minorité ethnique du Xinjiang. De nombreux exilés ouïghours ont trouvé refuge en Turquie. Le premier ministre Recep Tayyip Erdoğan a estimé que les troubles survenus dans la province du Xinjiang, constituaient « une sorte de génocide ».

- Dimanche 19 juillet 2009 : La Turquie rejoint le club des pays prohibant totalement la cigarette dans les bars et restaurants, rompant avec une tradition bien ancrée de tabagie. Les tenanciers de bar ont l'obligation de retirer les cendriers des tables, d'apposer des affiches rappelant l'interdiction de fumer et de refuser de servir tout client qui voudrait malgré tout allumer une cigarette[11].

- Lundi 20 juillet 2009 : Ouverture du procès à la prison de Silivri de 56 personnes, dont deux généraux en retraite et le journaliste pro-laïque Tuncay Özkan, accusées de complot contre le gouvernement turc, issu de la mouvance islamiste, dans l'affaire Ergenekon.

- Mardi 21 juillet 2009 :
  - Elâzığ : Un homme et ses deux fils ont ouvert le feu dans le village de Karaali (est), tuant au moins six personnes et en blessant sept autres.
  - La Cour européenne des droits de l'homme (CEDH) a condamné la Turquie pour ne pas avoir offert un procès équitable à un accusé condamné, en 2001 à la peine capitale, à partir de témoignages extorqués sous la torture, sans lui laisser la possibilité ce contester les témoignages. Il avait été condamné après de nombreuses années de cavale, pour participation le 9 octobre 1978 au « massacre de Bahçelievler » lors duquel sept jeunes militants d'extrême gauche avaient été tués dans un appartement d'Ankara[12].

- Jeudi 23 juillet 2009 : Le secrétaire d’État français chargé des Affaires européennes, Pierre Lellouche, estime que l'Union européenne doit aider la Grèce à faire face à l'afflux migratoire et faire pression sur la Turquie pour qu'elle contrôle mieux ses frontières. Plus de 150.000 immigrés clandestins avaient été interpellés en 2008 par les autorités grecques en provenance de Turquie, « par où transite une grande partie des clandestins avant d'arriver, par voie maritime ou terrestre, en Grèce ». La Commission européenne a récemment averti les pays membres de l'UE que l'afflux de migrants et de réfugiés menaçait de déstabiliser certains pays comme la Grèce si leurs partenaires de l'UE les laissaient seuls face à ce problème[13].

- Mardi 28 juillet 2009,  Kurdistan : Réunion de hauts responsables turcs, irakiens et américains à Ankara pour discuter des mesures à prendre face aux rebelles kurdes de Turquie, qui trouvent refuge dans le nord de l'Irak et convenir des actions face au Parti des travailleurs du Kurdistan (PKK). Avec l'aide du renseignement américain, l'aviation turque bombarde depuis décembre 2007 les positions du PKK du nord de l'Irak[14].

### Octobre 2009
- Samedi 10 octobre 2009 : À Zurich, signature avec l'Arménie, sous l'égide du secrétaire d'État américain Hillary Clinton, d'un protocole d'accord en vue de l'établissement de relations diplomatiques et la réouverture de la frontière entre les deux pays fermée depuis 1993.